# Capobula ukhahlamba
Espèce
Capobula ukhahlamba est une espèce d'araignées aranéomorphes de la famille des Trachelidae.

## Distribution
Cette espèce est endémique du KwaZulu-Natal en Afrique du Sud,.

## Description
La femelle holotype mesure 2,15 mm, les femelles mesurent de 2,03 à 2,15 mm.

## Étymologie
Son nom d'espèce lui a été donné en référence au lieu de sa découverte, le parc du uKhahlamba.

## Publication originale
- Haddad, Jin, Platnick & Booysen, 2021 : « Capobula gen. nov., a new Afrotropical dark sac spider genus related to Orthobula Simon, 1897 (Araneae: Trachelidae). » Zootaxa, no 4942(1), p. 41-71.